# 5110 Belgirate
Az 5110 Belgirate (ideiglenes jelöléssel 1987 SV) a Naprendszer kisbolygóövében található aszteroida. Edward L. G. Bowell fedezte fel 1987. szeptember 19-én.